# اشتفان روتر
اشتفان روتر (به آلمانی: Stefan Reuter) بازیکن فوتبال و مدافع اهل آلمان است که از سال ۱۹۸۸ میلادی عضو تیم ملی فوتبال آلمان بوده‌است. وی در ۶۹ بازی ملی حضور داشته است و آخرین بازی ملی خود را در سال ۱۹۹۹ میلادی انجام داد. اشتفان روتر در بازی‌های ملی‌اش ۲ گل به ثمر رساند.